# Esteban Pedro X Azarian
Esteban Pedro X Azarian (en armenio Ստեփանոս Պետրոս Ժ. Ազարեան, Stepanos Bedros Azarian) (Constantinopla, Imperio otomano, 31 de diciembre de 1826 - ibídem, 1 de mayo de 1899) fue un religioso armenio, patriarca (Catholicós) de Cilicia y primado de la Iglesia católica armenia. 

## Biografía
Nació en Constantinopla. El 23 de septiembre de 1877 fue nombrado obispo titular de Nicosia (Chipre). Elegido patriarca el 4 de agosto de 1881, fue confirmado por la Santa Sede el 4 de agosto de 1887. Durante su patriarcado se celebró el segundo sínodo de la Iglesia armenia católica (1890). En ocasión del Concilio Vaticano I escribió Ecclesiae Armenae traditio de romani pontificis primato (Roma, 1870).
| Predecesor: Antonio Pedro IX Hassun | Patriarca de Cilicia de los Armenios 1881 - 1899 | Sucesor: Pablo Pedro XI Emmanuelian |